# Kusacu-Širane
Kusacu-Širane je název vulkanického komplexu, nacházejícího se na japonském ostrově Honšú, asi 20 km severně od sopky Asama. Komplex tvoří série překrývajících se stratovulkánů, struskových kuželů a kráterů (tři z nich jsou zality kyselou, tyrkysově zbarvenou vodou), v horninovém složení převládají Andezity a dacity. Většina erupcí je freatického charakteru.

## Fumaroly a jezero kyseliny
Vznik komplexu je datován na střední pleistocén a je rozčleněn na tři hlavní fáze. 

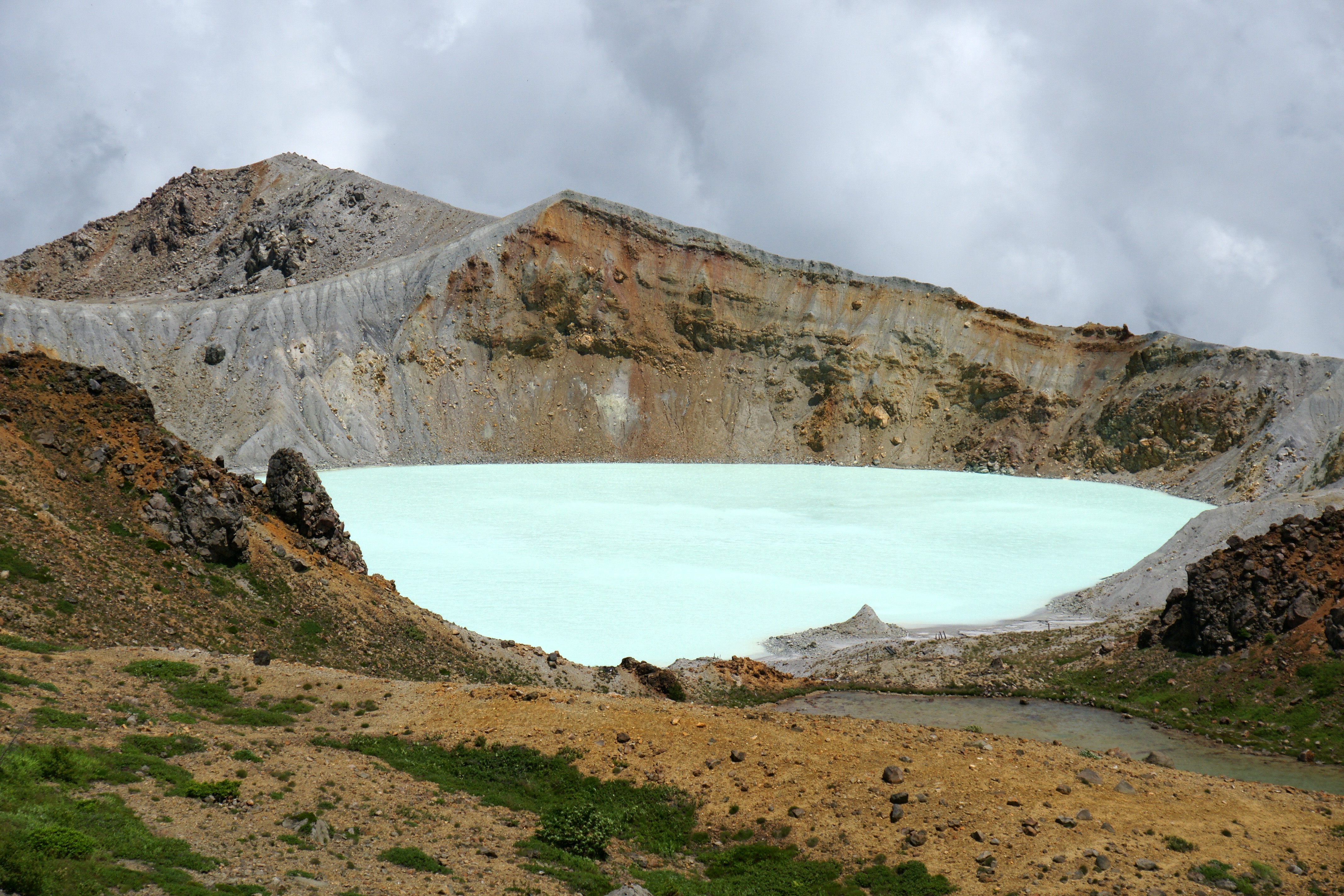
Jezero v kráteru Jugama

Poslední fáze sopečné aktivity začala zhruba  před 14 000 lety. Na úpatích sopky, jakož i v okolí kráterů se nacházejí aktivní fumaroly, v minulosti byla v jednom z kráterů těžená síra. Jezero v kráteru sopky Širane je kvůli koncentraci kyseliny (pH 0.8) považováno za nejkyselejší jezero na světě.

## Biosférická rezervace
Vulkanický komplex je součástí biosférické rezervace v oblasti Šigské vysočiny na území prefektur Nagano a Gunma (anglický název rezervace je Shiga Highland Biosphere Reserve), zapsané v roce 1980 na seznam UNESCO. Tato biosférická rezervace v centrální části ostrova Honšú má po rozšíření v roce 2014 celkovou rozlohu 30 281 ha.